# سوزانا كلارك
سوزانا كلارك (بالإنجليزية: Suzanna Clarke)‏ هي مصورة أخبار ومصورة أسترالية، ولدت في 1961.